# Florian Mayer
Florian Mayer (Bayreuth, 5 de Outubro de 1983) é um tenista profissional da Alemanha.
Tenista alemão, número 3 de seu país atrás de Tommy Haas e Philipp Kohlschreiber, em 2004 chegou a ser número 33° do mundo, depois de ganhar Challengers e chegar as quartas-de-finais em Wimbledon, e no mesmo ano foi eleito pela ATP, como "Newcomer of the Year" na temporada.
Mayer em ATP já chegou em três finais, duas em Sopot na Polônia, perdendo em 2005 para Gaël Monfils, e no ano seguinte para Nikolay Davydenko, e em 2010 perdeu a final de Estocolmo para Roger Federer, porém, derrotando o nº 5 do mundo Robin Soderling nas quartas-de-final.
Em 2011 obteve o melhor ranking da sua carreira, chegando ao top 20 mundial, após chegar às semifinais dos ATP 250 de Sydney e Zagreb, às quartas-de-final do ATP 500 de Dubai, às oitavas-de-final do Masters 1000 de Miami, à final do ATP 250 de Munique, às quartas-de-final do Masters 1000 de Roma e ter vencido o World Team Championship no saibro de Dusseldorf. No segundo semestre, foi às quartas-de-final do ATP 500 de Hamburgo e de Basel, do Masters 1000 de Shanghai, e obteve seu primeiro título de simples no ATP 250 de Bucareste.
Ele representa a equipe da Alemanha na Copa Davis.
Encerrou o ano de 2011 como o número 23 do mundo.

## ATP Tour finais

### Simples: 5 (1–4)
| Legenda                         |
| ------------------------------- |
| Grand Slam (0)                  |
| ATP World Tour Finals (0)       |
| ATP World Tour Masters 1000 (0) |
| ATP World Tour 500 Series (0)   |
| ATP World Tour 250 Series (1–4) |

| Resultado | N. | Data                   | Torneio                                       | Piso     | Oponente          | Placar             |
| --------- | -- | ---------------------- | --------------------------------------------- | -------- | ----------------- | ------------------ |
| Vice      | 1. | 7 de agosto de 2005    | Orange Warsaw Open, Sopot, Polônia            | Saibro   | Gaël Monfils      | 6–7(6–8), 6–4, 5–7 |
| Vice      | 2. | 6 de agosto de 2006    | Orange Warsaw Open, Sopot, Polônia (2)        | Saibro   | Nikolay Davydenko | 6–7(6–8), 7–5, 4–6 |
| Vice      | 3. | 24 de outubro de 2010  | If Stockholm Open, Estocolmo, Suécia          | Duro (i) | Roger Federer     | 4–6, 3–6           |
| Vice      | 4. | 2 de maio de 2011      | BMW Open, Munique, Alemanha                   | Saibro   | Nikolay Davydenko | 3–6, 6–3, 1–6      |
| Campeão   | 1. | 25 de setembro de 2011 | BRD Năstase Țiriac Trophy, Bucareste, Romênia | Saibro   | Pablo Andújar     | 6–3, 6–1           |